# Malá Štáhle
Malá Štáhle (en allemand : Klein Stohl) est une commune du district de Bruntál, dans la région de Moravie-Silésie, en Tchéquie. Sa population s'élevait à 130 habitants en 2021.

## Géographie
Malá Štáhle se trouve à 6 km au nord-est de Rýmařov, à 10 km au sud-ouest de Bruntál, à 68 km à l'ouest-nord-ouest d'Ostrava et à 209 km à l’est de Prague.
La commune est limitée par Václavov u Bruntálu à l'est, par Velká Štáhle au sud, par Rýmařov à l'ouest et par Dolní Moravice à l'ouest et au nord.

## Histoire
Malá Stáhle a été fondée vers 1540 par Josef Pňovský. La localité porta les noms de Malá Stohla de 1869 à 1880, de Malé Stáhle ou Malá Štola à partir de 1890 et enfin de Malá Stáhle.

## Transports
Par la route, Malá Štáhle se trouve à 6 km de Rýmařov, à 13 km de Bruntál, à 90 km d'Ostrava et à 272 km de Prague.